# 直樹とゆう子の物語
『直樹とゆう子の物語』（なおきとゆうこのものがたり）は、松谷みよ子の児童文学である。

## 概容
第二次世界大戦による原子爆弾の投下や朝鮮半島からの引き上げ、アウシュビッツなどを取り扱ったシリーズ。直樹とゆう子の兄妹があの世とこの世の不思議な世界に巻き込まれ、それらの問題に向き合っていくというスタイルを取っている。松谷みよ子は実際にドイツや中国で実態調査をして作品を書いた。
1969年刊行の「ふたりのイーダ」から1993年刊行の「あの世からの火」まで、全5作からなる。第1作である『ふたりのイーダ』は講談社から出版されたが、2作目以降は偕成社から出版された。
最終作『あの世からの火』は1994年の小学館児童出版文化賞を受賞している。

## 既刊一覧
- 『ふたりのイーダ 直樹とゆう子の物語』 1969年 講談社 のち青い鳥文庫
- 『死の国からのバトン 直樹とゆう子の物語』 1976年 偕成社　のち文庫
- 『私のアンネ=フランク 直樹とゆう子の物語』  1979年 偕成社　のち文庫
- 『屋根裏部屋の秘密 直樹とゆう子の物語』  1988年 偕成社　のち文庫
- 『あの世からの火 直樹とゆう子の物語』 1993年 偕成社